# Chleb i miód
Chleb i miód – czwarty album studyjny polskiego rapera Kaza Bałaganego. Wydawnictwo ukazało się 15 czerwca 2018 nakładem wytwórni muzycznej Narkopop w dystrybucji Step Hurt.
Album jest utrzymany w stylu muzyki hip-hop. Składa się z wersji standardowej (1 CD).
Płyta dotarła do 31. miejsca polskiej listy sprzedaży – OLiS.

## Lista utworów
Opracowano na podstawie materiału źródłowego.
| Chleb i miód – Wersja standardowa | Chleb i miód – Wersja standardowa         | Chleb i miód – Wersja standardowa |
| Nr                                | Tytuł utworu                              | Długość                           |
| --------------------------------- | ----------------------------------------- | --------------------------------- |
| 1.                                | „Zeit”                                    | 1:54                              |
| 2.                                | „Film” (oraz Louis Villain)               | 3:18                              |
| 3.                                | „Nie wal z dychy”                         | 3:25                              |
| 4.                                | „Varitas”                                 | 3:24                              |
| 5.                                | „Festiwalowe love” (oraz Czarny HIFI)     | 3:53                              |
| 6.                                | „Monogram” (oraz DMN)                     | 3:28                              |
| 7.                                | „Slowmo”                                  | 2:17                              |
| 8.                                | „Piękny sen”                              | 3:03                              |
| 9.                                | „Z wami” (oraz Kizo, Szpaku)              | 4:04                              |
| 10.                               | „Nowa przypałowa płyta”                   | 3:36                              |
| 11.                               | „Taxi”                                    | 2:02                              |
| 12.                               | „Szpital”                                 | 3:31                              |
| 13.                               | „Wpisane w koszta”                        | 4:06                              |
| 14.                               | „Alvaro” (oraz Malik Montana, Smolasty)   | 2:22                              |
| 15.                               | „Prof. Miodek”                            | 2:39                              |
| 16.                               | „Nowy miód” (oraz Young Igi)              | 3:11                              |
| 17.                               | „Lautpak” (oraz Gicik A’Mane, Młody Dron) | 3:10                              |
| 18.                               | „Pałac”                                   | 1:47                              |
|                                   |                                           | 55:10                             |

## Pozycja na liście sprzedaży

### Pozycja na liście tygodniowej
| Kraj   | Lista (2018)  | Najwyższa pozycja |
| ------ | ------------- | ----------------- |
| Polska | OLiS – albumy | 31                |